# 民生用
民生用（みんせいよう）とは、映像（動画像）・音響・通信などの電子機器や装置などにおいて、一般消費者による使用・一般家庭での使用を目的としていること、または、そのことを前提に開発・設計された製品・規格を指す（その場合は民生機、民生規格などとも表現される）。分野により「コンシューマー用」「家庭用」などと呼ばれる場合もある。対義語としては「業務用」「産業用」「放送用」「車載用」である。
また、少し違う分類としては、「軍事用」ないし「軍用」の対義語としての「民生用」がある。この場合、一般に「業務用」と呼ばれるものも「民生用」の側であることが多い。電子部品における一例を上げると、汎用ロジックICにおいて一般用の74シリーズの他に54シリーズという軍用のシリーズがあるが、多くの業務用機器では一般用が使われている。
ほかに、購入者や使用場所に限らず、例えば道路標識や信号機などのように一般生活に関わる設備を指す分類の場合もある。
民生用製品は一般店頭などで市販され誰でも購入できるが、業務用や産業用、軍事用製品は販路が限定され、一般店頭に並ぶことはないことが多いが、分野によっては明確な境界が引かれず、大まかにプロ向け・アマチュア向けなどとしてラインナップを区別する程度にとどめる場合もある（楽器・画材・ソフトウェアなど）。

## 映像機器分野における傾向
映像・放送業界といったプロの現場においては、かつての民生用は放送業務用との性能・精度の差が大きかった。
しかし、とりわけカムコーダにおいてはMiniDVフォーマットの登場以降の大幅な性能向上に伴い、本来は民生用であるものがプロユースで利用される例も多くなった。また、民生用をベースにほぼ同一仕様のままコネクタ・規格などの一部をブラッシュアップした製品が業務用として発売される例もある。
かつても、民生用ハイエンド製品の中にはソニーのEDC-50 (ED CAM) や松下のNV-M10000など、家庭用とは呼べないほど高性能の製品があり、それらは民生用と業務用の中間に位置するという意味合いから、俗にプロシューマー（「プロフェッショナル」と「コンシューマー」を掛け合わせた造語）と呼ばれていた。

## 音響機器分野における傾向
音響機器分野においては、「民生用」と対置される概念にいくつかの異なった方向性がある。また、民生用の特に一般的な商品群を指す「ゼネラルオーディオ」という語もある。
「通信用」は、業務用のうち、電話や無線通信といった分野の機器で、電話の場合は家庭用と比較しキロメートルを越える単位での伝送が基本となるなどの点で、インピーダンスを整合させることが基本である等の違いがある。「PA」は、建物などの多数の箇所のスピーカへの同報であったり、ステージ設備などといった一般家庭ではあまり使わない大型機器やパワーを扱うものとなり、またいわゆる「ハイインピーダンス接続」の機器、といったものがある。「放送用」は文字通りラジオ放送やテレビ放送用で（後者は映像機器を含む）、トラブルがいわゆる「放送事故」に即結することなどから、一般の業務用よりもさらに高いグレードのものがある場合もある。

## 主な特徴

### 民生用
- 量販店などの一般店頭などで購入可能。
- 基本的にメンテナンスフリーで誰にでも扱いやすいように設計されている。
- 国内向け製品の場合は、スイッチ・操作部分の表示などは日本語表記の場合が多い。

### 業務用
- 基本的には、専門代理店やメーカー直販でのみ購入可能（ただし量販店などであっても、取り扱いメーカーであれば取り寄せができる場合がある）。
- より高精度で設計され、放送などに堪えうる高い性能を発揮するための特化部品が使われており、アワーメーター等を目安に定期的なメンテナンスが必要。
- プロユースのため操作・取扱いにはある程度の習熟が必要となることが多い。また、国内向け製品でも、スイッチ・操作部分の表示などは英語表記の場合が多い。

### 軍事用
- 専門店などで購入可能なものもあるが、ほぼ入手できない物が多い。
- 耐久性など他の目的の必要性が高い場合など、快適性が犠牲にされた設計のこともある。

## 民生用をベースにした業務用製品
- GCS-1（ソニー製カムコーダ）：BMC-500/600がベース
- EDW-150（〃）：EDC-50がベース
- EVO-9100（〃）：CCD-V900がベース
- DSR-200（〃）：DCR-VX1000、DCR-VX9000がベース
- DSR-PD150（〃）：DCR-VX2000がベース
- DSR-PD170（〃）：DCR-VX2100がベース
- HXR-MC50J（〃）：HDR-CX550Vがベース

- AG-300（松下電器製カムコーダ）：NV-M21がベース
- AG-460（〃）：NV-M10000がベース
- AG-EZ1（〃）：NV-DJ1がベース

その他パナソニックやJVCケンウッド（日本ビクター）のビデオデッキなどには民生用と全く同じものを型番、一部外観を変えて業務用として販売されていたものがあった。

## 過去にプロユースで使用された民生用製品
- CCD-VX1（ソニー製カムコーダ）
  - 東京メトロポリタンテレビジョン
- DCR-VX1000（〃）
  - 東京メトロポリタンテレビジョン
- DCR-VX2000（〃）
- DCR-VX2100（〃）

- NV-DJ1（松下電器製カムコーダ）

## 日本で民生用として購入可能な軍事用品
- ジープ
- 73式小型トラック（三菱・パジェロ）
- オートバイ（偵察用250cc）：カワサキKLX250・ホンダXLR250R
- オートバイ（警務隊用400cc）：ホンダVFR400・ホンダCB400SF
- UH-1ヘリコプター
- OH-6ヘリコプター
- 閉所戦闘訓練用教材（東京マルイ89式5.56mm小銃）